# De Peperklip

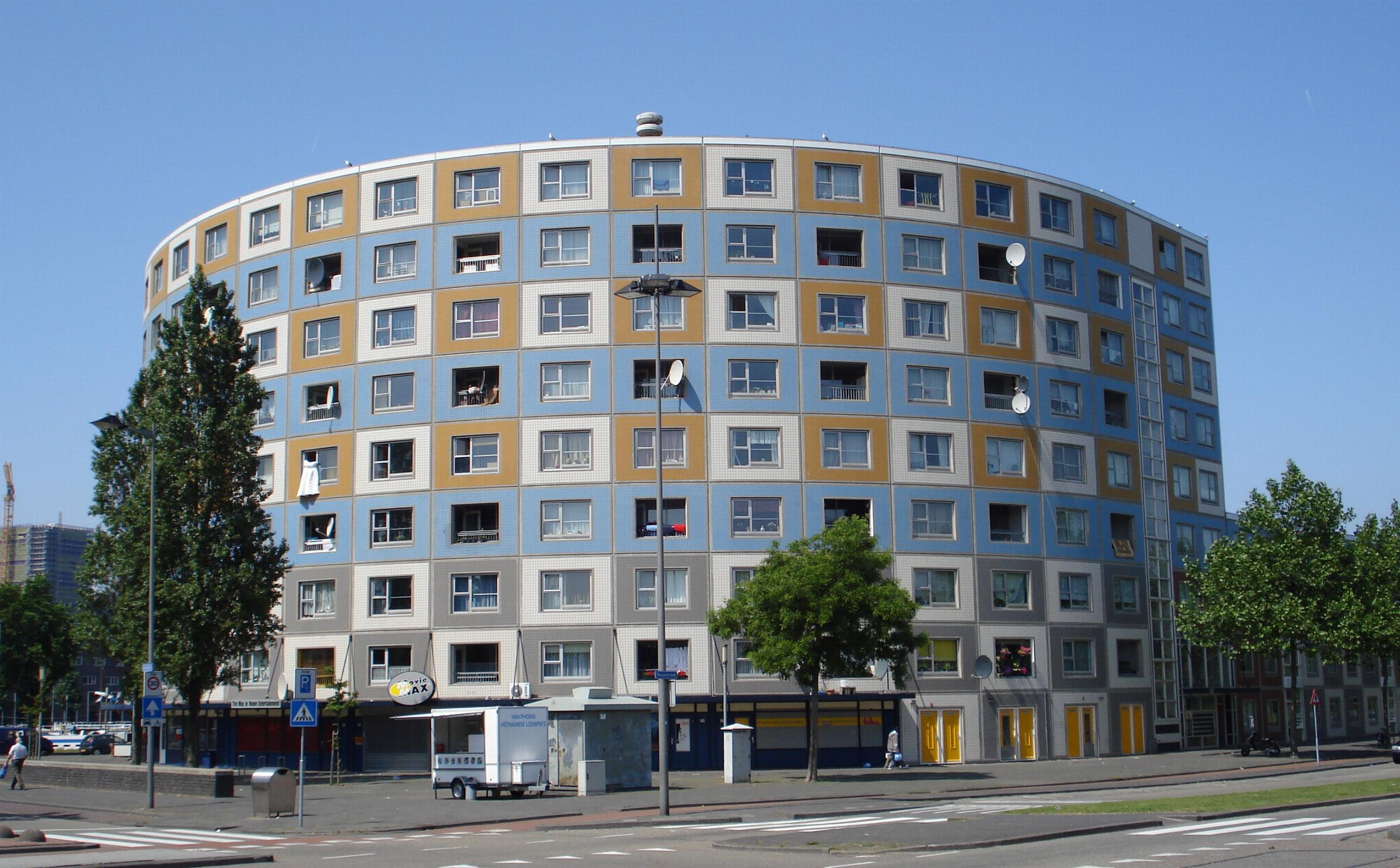
De Peperklip

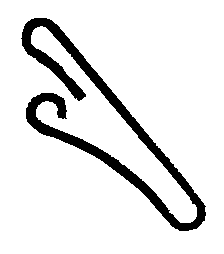
Genordeter Umriss des Gebäudes

De Peperklip ist ein sehr langes Wohnhaus in der niederländischen Stadt Rotterdam. Das 931 Meter lange Gebäude besitzt eine geschwungene Form, die dazu führt, dass es nahezu vollständig geschlossen ist, und umschließt einen großen Innenhof. Es liegt im Stadtteil und städtebaulichen Entwicklungsgebiet Kop van Zuid-Entrepot. Entworfen wurde De Peperklip ab 1978 vom Architekten Carel J. M. Weeber; der Bau dauerte von 1980 bis 1984. 
Im Laufe der Jahre entwickelte sich das Haus zu einer beliebten Sehenswürdigkeit. Heutzutage beherbergt es insgesamt 549 Wohnungen – 191 Drei-, 134 Vier- und 148 Fünfzimmerwohnungen. 14 Wohnungen stehen für Behinderte und 76 ausschließlich für junge Bewohner zur Verfügung. Die gerade gezogenen Bereiche von De Peperklip verfügen über vier Etagen, die Kurventeile über neun. 
Koordinaten: 51° 54′ 30″ N, 4° 30′ 13″ O